# Recueil systématique du droit fédéral
Vous lisez un « bon article » labellisé en 2020.

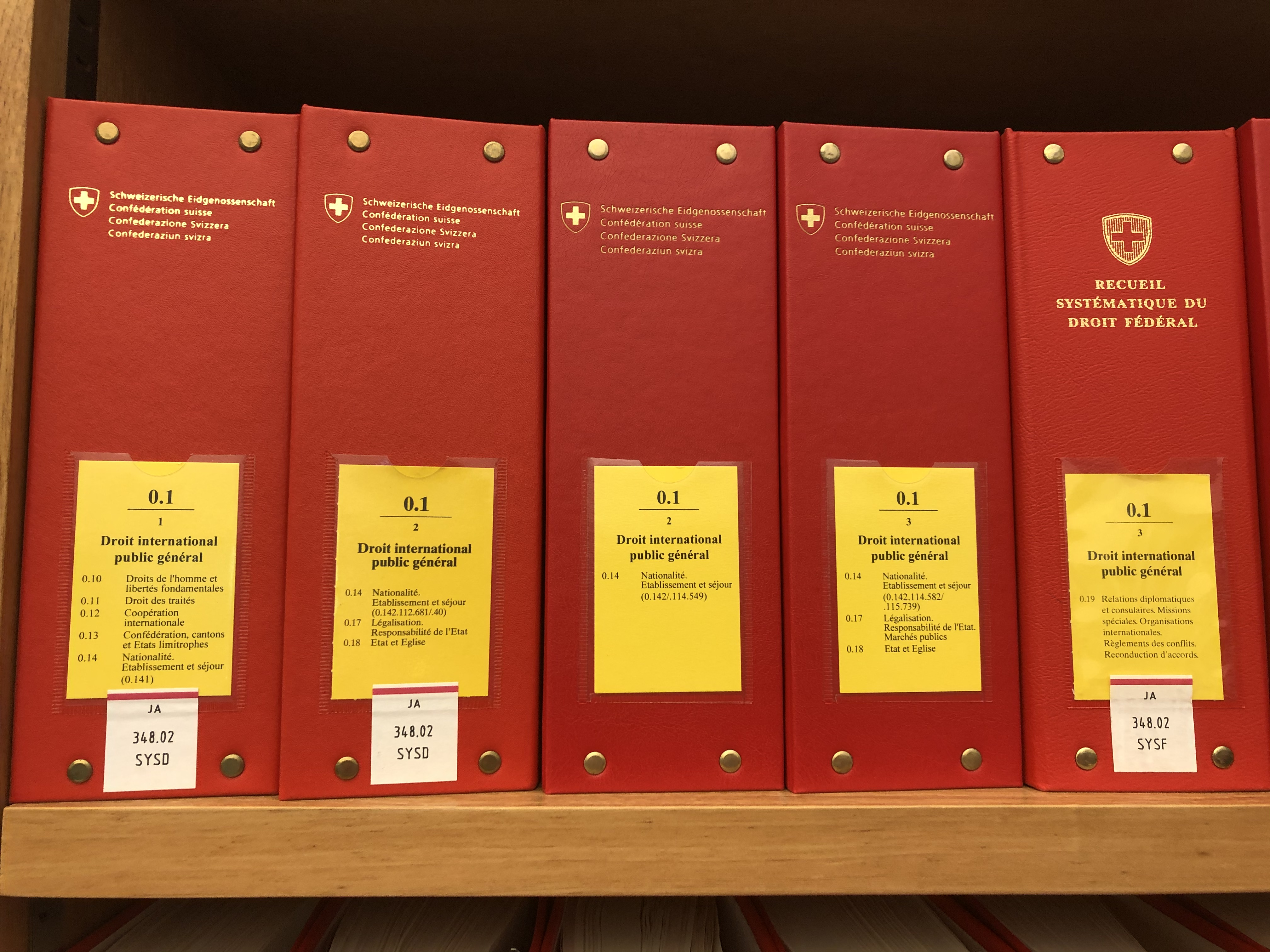
Classeurs du Recueil systématique (ici du droit international).

Le Recueil systématique du droit fédéral (RS ; en allemand Systematische Sammlung des Bundesrechts [SR], en italien Raccolta sistematica del diritto federale [RS]) est la compilation officielle en version consolidée du droit fédéral suisse.
Il est structuré d'une manière thématique et recense les constitutions (fédérale et cantonales), les lois fédérales, les ordonnances, certains arrêtés fédéraux ainsi que des textes cantonaux importants.
Édité sous forme de volumes papier dans une première version en 1948, il répond alors à un besoin de clarté juridique après la Seconde Guerre mondiale. Il apparaît aujourd'hui en version sur papier (dans des classeurs rouges à feuillets amovibles), de même qu'électronique (consultable sur Internet). Il est publié par la Chancellerie fédérale dans les trois langues officielles suisses (allemand, français et italien), et seulement pour quelques textes en romanche et en anglais.
Un premier classement systématique est adopté lors de la création du Recueil en 1948, mais est complètement remanié dans les années 1960 avec le passage au système de feuillets amovibles. Chaque acte inclus dans le recueil dispose d'un « numéro RS » correspondant à sa position dans le classement thématique. Le droit international en vigueur en Suisse est classé de la même manière, mais chaque numéro commence par un 0.
Initialement doté d'une valeur juridique, il en est aujourd'hui dépourvu, en faveur du Recueil officiel du droit fédéral.

## Histoire
L'ancêtre de l'actuel RS s'intitule Recueil systématique des lois et ordonnances de la Confédération suisse (en allemand Bereinigte Sammlung der Bundesgesetze und Verordnungen der Schweizerischen Eidgenossenschaft [BS], en italien Collezione sistematica delle leggi e ordinanze della Confederazione svizzera [CS]),.

### Recueil systématique des lois et ordonnancesde 1948

#### Raison d'être

Page de garde du 1er volume du Recueil systématique des lois et ordonnances de 1948.

À la fin de 1945, le Recueil officiel (RO), créé en 1848, représente 72 volumes, dont certains peuvent atteindre 2 000 pages.
La recherche d'actes est de plus en plus compliquée, au point où même l'administration fédérale et les autorités spécialisées « avaient de la peine à déterminer ce qui était valable et ce qui ne l'était plus ».
Certains volumes ne sont plus disponibles auprès de la centrale d'impression de l'administration fédérale, de sorte que personne ne peut, en 1946, se procurer tous les 72 volumes.
En conséquence, les travaux de légistique souffrent de défauts préjudiciables. La création d'un recueil épuré est aussi devenue nécessaire à cause de l'activité législative de crise et de guerre, prolifique dans les années 1930 et années 1940,, et ce, dans l'intérêt de la sécurité juridique,,.
Le terme de « Bereinigung der eidg. Gesetzessammlung » est attesté dès 1931, et celui de « Bereinigte Sammlung der Bundesgesetze » dès 1938, lorsque le Département fédéral de justice et police (DFJP) fait un rapport sur la décision du Conseil fédéral de 1931. Dans cette même lettre du DFJP, il fait référence au système en vigueur au Japon.

#### Conférence de février 1946

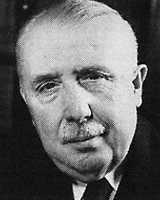
Eduard von Steiger, chef du Département fédéral de justice et police lors de l'idéation du Recueil systématique et président de la conférence de février 1946.

La Chancellerie fédérale, d'entente avec le DFJP, demande à Max Imboden, alors professeur à l'Université de Zurich, d'établir un rapport sur la question.
À la suite de ce rapport, le Conseil fédéral accorde son autorisation pour la réunion d'une conférence de douze juristes,,.
Cette conférence se réunit le 8 février 1946 et est composée de plusieurs juges fédéraux, des représentants des barreaux et de « sciences juridiques »,, et présidée le chef du DFJP de l'époque, l'agrarien bernois Eduard von Steiger,.

#### Débats à l'Assemblée fédérale
Le Conseil fédéral présente son message à l'attention de l'Assemblée fédérale fin février 1946 et le Conseil national s'en saisit fin mars 1946.
Le Conseil fédéral considère la création d'un tel recueil comme celle d'un « monument durable de... [l']œuvre législative suisse », voire un « monument intellectuel qui soulignerait avec bonheur la commémoration prochaine de la Constitution suisse de 1848 ».
Le Conseil fédéral a aussi l'objectif de publier, avec le Recueil systématique des lois, un « manuel des lois fédérales usuelles et de leurs ordonnances d'exécution ». Lors du débat d'entrée en matière, l'alors conseiller national radical genevois Adrien Lachenal le considère comme une atteinte aux intérêts des imprimeurs privés, en se demandant « en vertu de quels pouvoirs et de quelle initiative, la Chancellerie a[vait] décidé de publier de son propre chef un nouveau manuel [sic] ». Le rapporteur de commission, Johannes Huber, lui répond que les lois ne sont pas protégées par le droit d'auteur.
À la suite des débats, le Parlement donne mandat au Conseil fédéral, par l’intermédiaire d'un arrêté fédéral en date du 4 avril 1946, pour la création d'un « recueil, clairement ordonné, de la législation fédérale en vigueur ».

#### Conférence de janvier 1948
Une deuxième conférence d'experts s'est réunie le 17 janvier 1948 pour traiter le message complémentaire du Conseil fédéral de 1948 et de divers détails d'ordre technique. C'est lors de cette conférence qu'est décidé que le numéro d'article soit placé au-dessus du corps de texte.

#### Contenu et publication
Ce Recueil systématique des lois a pour but de couvrir les actes législatifs entre 1848 et la fin 1947,.
Le Recueil de 1948 ne prend en compte que le droit fédéral,, mais dans sa « forme nettoyée » (bereinigt en allemand et le nom Bereinigte Sammlung), c'est-à-dire toujours en vigueur lors de sa création,. Le recueil à naître ne doit toutefois pas être pourvu de commentaires, « notamment [sans] … donner des Explications de caractère historique ou de renvoyer à la doctrine ou à la jurisprudence ». Une équipe de neuf juristes, accompagnés d'une sténographe pour chaque langue officielle, est constituée pour le travail de « nettoyage ». Le Recueil est publié de 1949 à 1953, suivis des registres en 1955, pour un total de 15 volumes de couleur rouge,, et a eu un effet dans la systématique du RS actuel. Germann part toutefois du principe que les juristes opèrent un travail de nettoyage (Säuberungsarbeit), aussi dans vis-à-vis du droit de guerre encore en vigueur.
Le Recueil de 1948 est pourvu de la part du législateur fédéral d'un effet négatif, c'est-à-dire « que toutes les prescriptions qui n'y sont pas reprises doivent être considérées comme hors de vigueur »,.
Le coût total d'impression du Recueil de 1948 a été estimé à 1,5 million CHF (de 1946, environ 7,5 millions CHF en 2019) par le Conseil fédéral.

#### Table des matières

Table des matières (appelée Résumé dans la version imprimée) du Recueil de 1948.

Lors de sa conception, le Recueil de 1948 a la systématique suivante :
| Volume             | Chapitre | Domaine                                                                          |
| ------------------ | -------- | -------------------------------------------------------------------------------- |
| 1er volume         | I.       | Les règles fondamentales de la Confédération                                     |
| 1er volume         | II.      | Le droit de cité et l'établissement                                              |
| 1er volume         | III.     | L'organisation de la Confédération                                               |
| 2e volume          | IV.      | Droit civil                                                                      |
| 3e volume          | V.       | Poursuite pour dettes et faillite                                                |
| 3e volume          | VI.      | Droit pénal et procédure pénale                                                  |
| 3e volume          | VII.     | L'organisation judiciaire fédérale et la procédure civile                        |
| 4e volume          | VIII.    | Église, école, arts et sciences                                                  |
| 4e volume          | IX.      | Hygiène publique                                                                 |
| 4e volume          | X.       | Travaux publics. Forces hydrauliques et installations électriques. Expropriation |
| 5e volume          | XI.      | Militaire                                                                        |
| 6e volume          | XII.     | Finances et douanes. Monopole de l'alcool                                        |
| 7e volume          | XIII.    | Transports et communications                                                     |
| 8e volume          | XIV.     | Législation du travail                                                           |
| 8e volume          | XV.      | Assurances sociales, lutte contre le chômage et assistance                       |
| 9e volume          | XVI.     | Agriculture, forêts, chasse et pêche                                             |
| 10e volume         | XVII.    | Commerce, industrie, arts et métiers                                             |
| 10e volume         | XVIII.   | Surveillance du commerce extérieur. Service des paiements avec l'étranger        |
| 10e volume         | XIX.     | Approvisionnement du pays et mesures concernant le coût de la vie                |
| 11e et 12e volumes |          | Accords internationaux                                                           |

### Recueil systématique des lois et ordonnancesde 1965

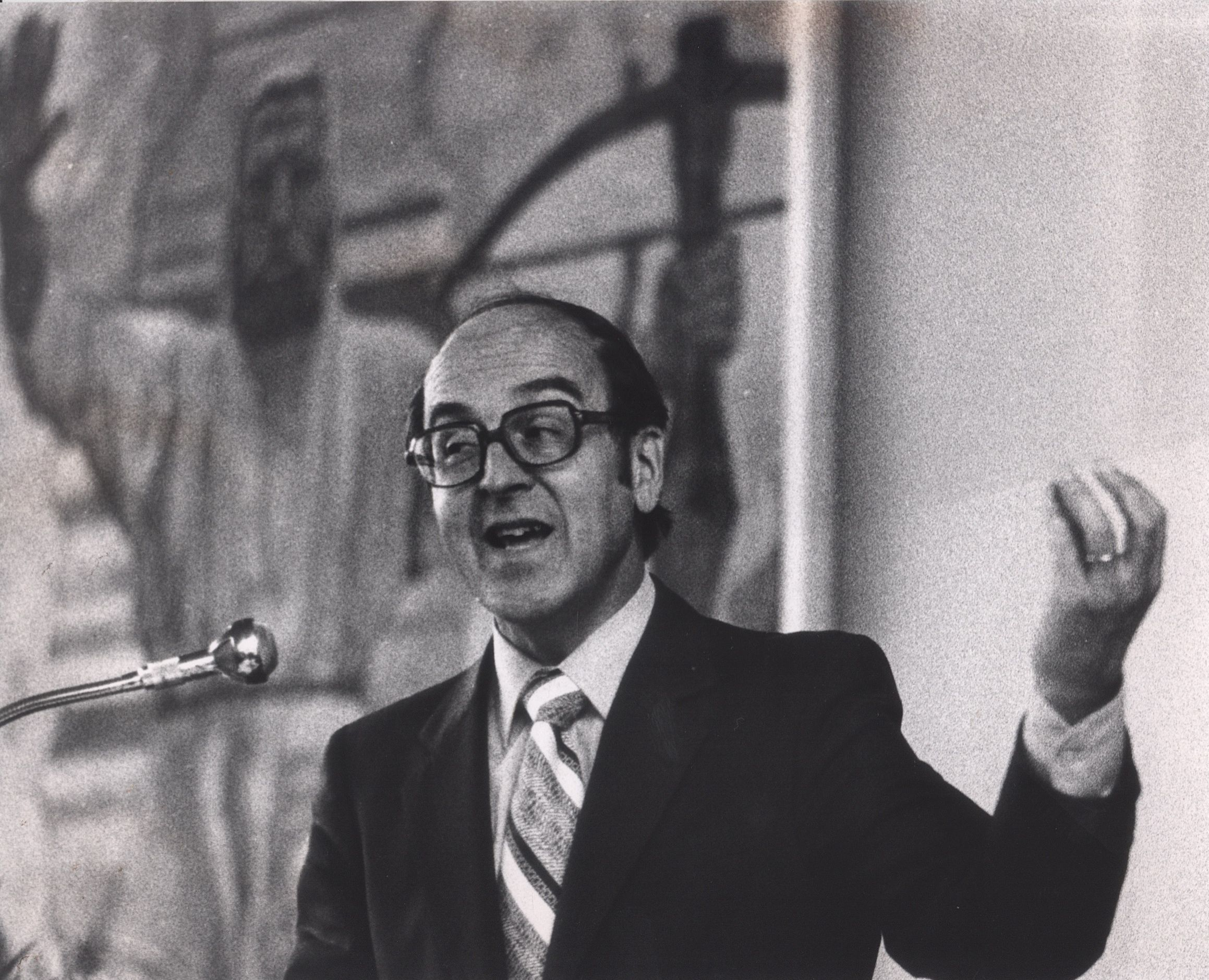
Le conseiller national Kurt Furgler demande en 1960 en Suisse l'actualisation régulière du Recueil.

Dès la fin de la publication des volumes du premier Recueil (de 1948) en 1955, celui-ci fait face à quatre modifications de la Constitution fédérale et 50 lois ou révisions de loi en à peine sept ans. Cela pousse l'alors conseiller national st-gallois Kurt Furgler à déposer en 1960 un postulat demandant une mise à jour régulière du Recueil. Le postulat est débattu à la session d'hiver 1961 du Conseil national. Le Conseil fédéral se prononce contre le postulat, mais a dû « cependant se soumettre à la volonté inébranlable des Chambres ».
Lors de l'élaboration d'une loi fédérale dans le sens du postulat Furgler, le Conseil fédéral reçoit des avis négatifs quant à une réédition complète du Recueil de 1948. Ces critiques, résumées dans le message du Conseil fédéral, viennent entre autres du Conseil d'État argovien et du tribunal cantonal thurgovien, le premier accusant la réédition de « perfectionnisme... frisant le gaspillage le fait de mettre au rebut, dans les magasins de la Chancellerie fédérale mais aussi chez des milliers d'usagers, les quinze volumes d'un recueil bien ordonné en usage pendant un peu plus d'une décennie », le second considérant que cela n'intéresse que surtout les avocats. Le Tribunal fédéral émet un avis négatif quant à la proposition de réédition. Le Conseil d'État genevois, en revanche, considère la réédition comme nécessaire, aussi pour des motifs de facilité de consultation. Le Conseil fédéral propose, pour faire face à la mise à jour régulière, la publication d'actes figurant au RS sous forme de feuilles mobiles, système recommandé par un large nombre d'acteurs du droit consultés. Ce système ne doit pas, aux yeux du Conseil fédéral, pas avoir de valeur légale.
Le Conseil national préfère la proposition de sa commission à celle du Conseil fédéral, et ancre le système de feuilles mobiles de l'article premier de la nouvelle loi,.

### Création du RS actuel
La première édition du RS sous sa forme actuelle commence dès 1970 avec 21 volumes de la partie « droit interne ». La publication des compléments tous les trimestres (pour la version sur papier) débute dès 1971, pour s'achever au 1er octobre 1974.
Une réimpression totale a lieu en 1994 et 1995, en concomitance du travail de numérisation du RS. Afin de combler le retard entre les différentes livraisons des volumes, des suppléments sont fournis tous les six mois ; le rythme trimestriel reprend à partir de 1996.

### Numérisation
Le travail de numérisation du RS commence en 1989, et « pour but principal à l’époque d’automatiser la mise à jour et l’impression des textes de ce recueil [le RS], afin d’en accélérer la tenue à jour ».
La première étape, à savoir la saisie structurée des textes grâce à une méthode OCR, dure trois ans.
Un postulat déposé par l'ancien conseiller national schwytzois Toni Dettling requiert du Conseil fédéral la publication du RS sur support informatique (en citant l'exemple du CD-ROM). Le Conseil fédéral s'exprime en faveur et le postulat est transmis.
Le RS et le Recueil officiel sont publiés en forme électronique depuis le printemps 1998,, mais certaines parties du RS dès 1997, notamment en droit des assurances sociales, et ce dès septembre 1997. Selon Roth, l'accent au sein de l'administration fédérale est mis sur la numérisation du RS, au détriment du RO.

## Contenu
Le Recueil systématique contient :
- les textes publiés au Recueil officiel (RO), à l’exception des arrêtés fédéraux portant approbation de traités ou décisions de droit international et ne contenant pas de règles de droit, à savoir :
  - les lois fédérales,
  - les ordonnances,
  - les arrêtés fédéraux,
  - certains traités internationaux qui lient la Suisse[57],
  - les conventions intercantonales qui ont auxquelles la Confédération a donné force obligatoire générale (au sens de l'art. 48 Cst.)[58] ;
- les constitutions cantonales.

## Numérotation

### Principes

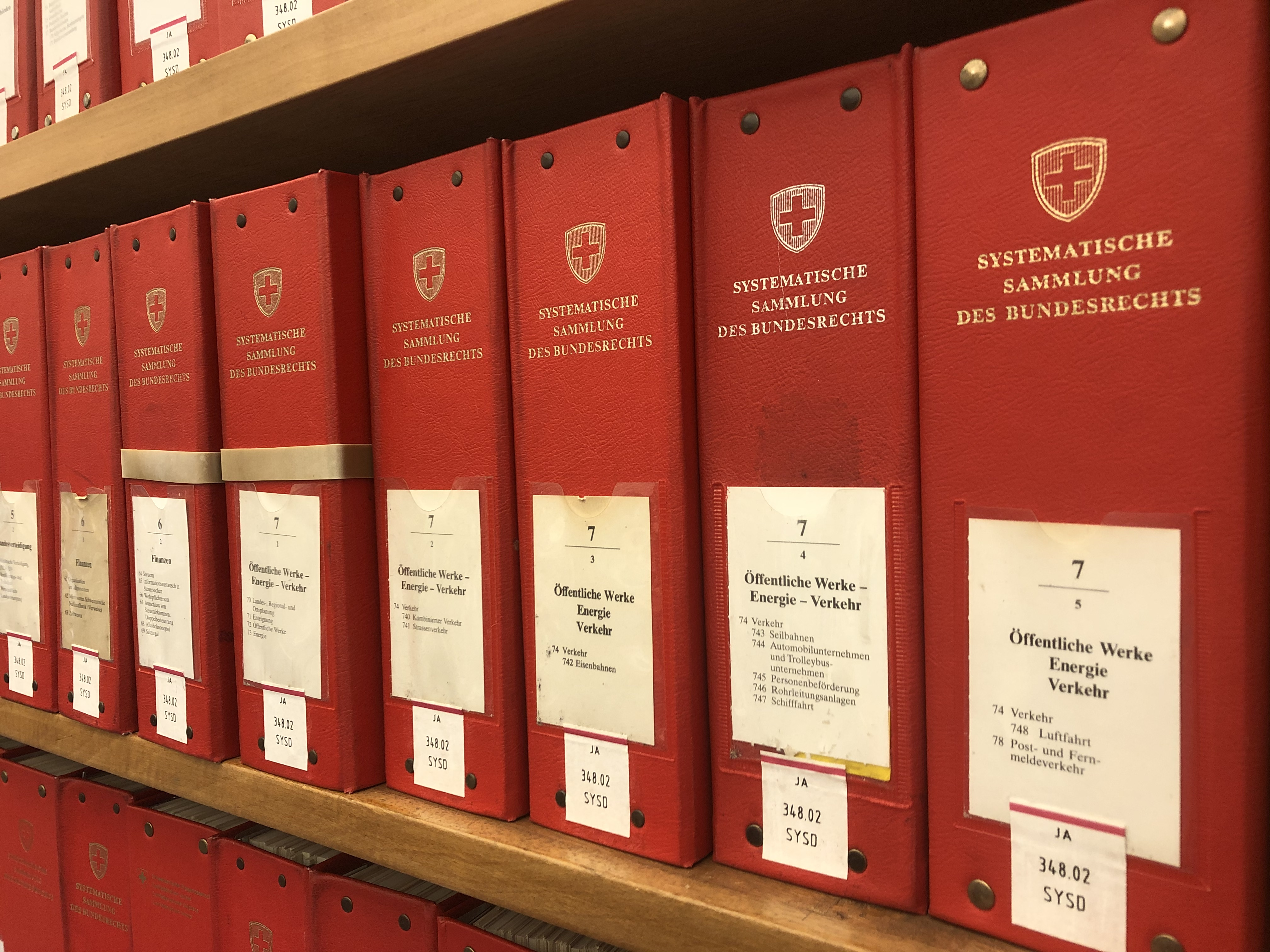
Divers volumes du Recueil systématique (en langue allemande).

La base de la numérotation est décimale et est élaborée entre 1967 et 1969. Chaque acte de loi (loi, ordonnance, traité international) est pourvu d'un numéro unique servant à son identification, ce qui est l'innovation principale du RS. Les chiffres sont regroupés par groupes de trois, séparés par un point selon le principe « plus l'acte est spécifique, plus son numéro RS sera long » ; le numéro RS toutefois ne dépasse pas 20 signes (chiffres et points).
Par exemple : la Constitution fédérale porte le numéro RS 101, le Code civil le numéro RS 210, le Code des obligations le numéro RS 220, la LP le numéro RS 281.1, la Convention européenne des droits de l'homme le numéro RS 0.101, la Convention de Vienne sur le droit des traités le numéro RS 0.111, la Convention d'Istanbul le numéro RS 0.311.35. En revanche, l'Ordonnance concernant l’admission à l’École polytechnique fédérale de Lausanne porte le numéro 414.110.422.3.
Ce numéro doit être unique et donc ne peut pas être réutilisé. Il est attribué, au plus tard, lors de la publication de l'acte au RO et seulement aux actes dits « de base » (« Grunderlasse ») ; par conséquent, les actes modificateurs, en règle générale, n'en portent pas. Par exemple : la loi fédérale relative à la réforme fiscale et au financement de l’AVS (RFFA) a modifié plusieurs autres acte de base, dont la LAVS (RS 831.10), la LIFD (RS 642.11) et la PFCC (RS 613.2), mais n'a pas reçu son propre numéro RS.
Lors de révisions totales de l'acte en question, ce numéro peut être réattribué à l'acte qui lui succède ; cela suppose toutefois que l'acte prédécesseur et l'acte successeur couvrent exactement le même domaine du droit.
Le numéro RS est attribué en fonction de la matière, comme illustré par les tableaux qui suivent. La détermination de cette matière s'effectue, entre autres, en fonction de la base constitutionnelle ou légale mentionnée dans l'introduction de l'acte en question et de l'office fédéral qui est compétent. Une certaine hiérarchie est observée par les rédacteurs du RS. Le numéro 631.0 sera, par exemple, une loi fédérale (ici la LD), le numéro 631.01 une ordonnance du Conseil fédéral (ici l'OD) et le numéro 631.011 une ordonnance d'un département fédéral (ici l'OD-DFF).
Au motif de comparaison entre ancien et nouveau droit, chaque acte publié au RS est pourvu du renvoi au RO en bas de la première page ; une exception est faite pour les actes publiés avant 1948 où le numéro du Recueil systématique des lois et des ordonnances est indiqué. Cette mention est faite au-dessus de la première note de pied-de-page (non numérotée) de la version imprimée respectivement de la version en PDF.

### Aperçu

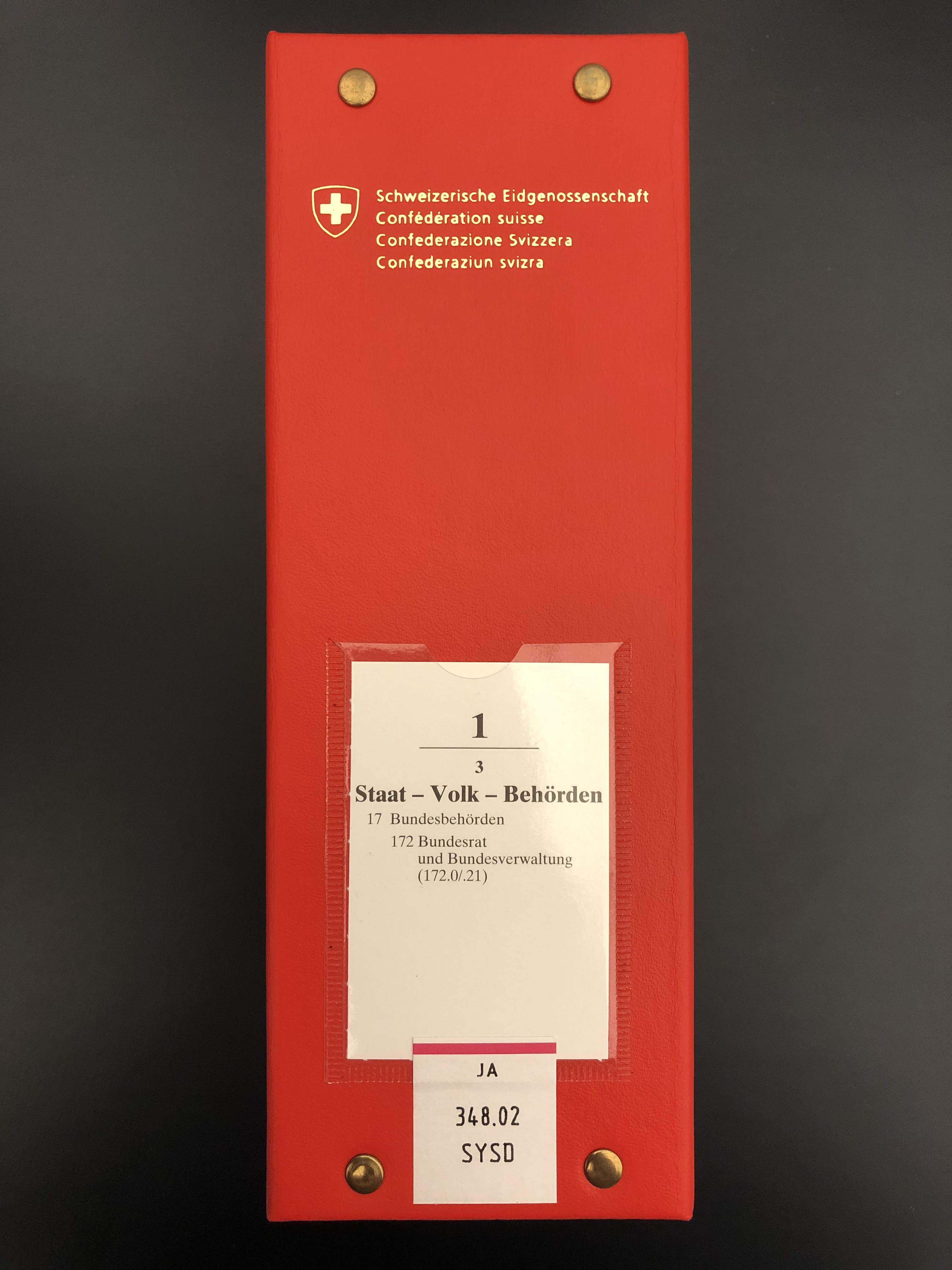
Classeur du Recueil systématique (en langue allemande), ici avec le volume 1 (État - Peuple - Autorités), traitant du Conseil fédéral et de l'administration fédérale (nos 172.0 à 172.21).

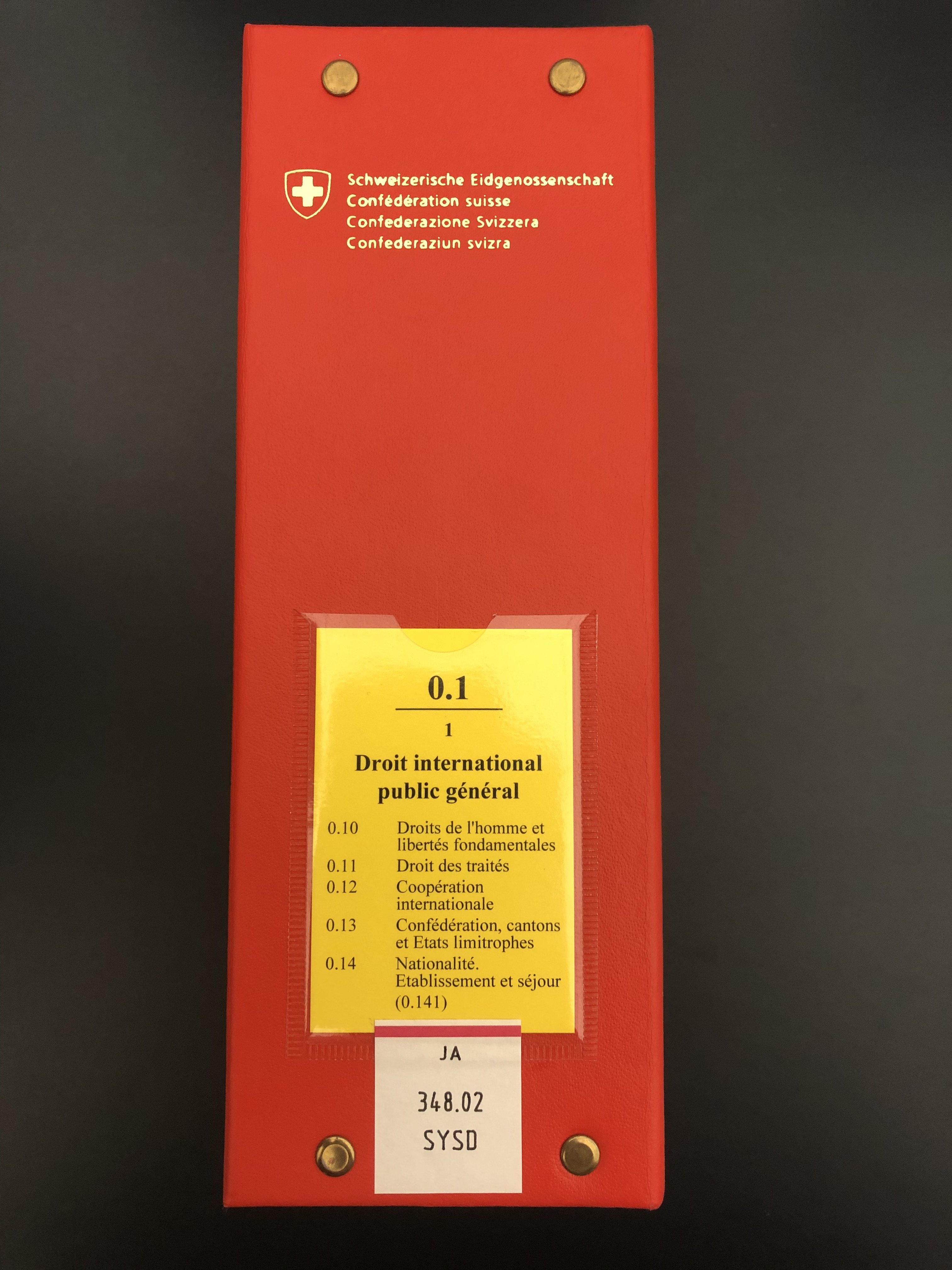
Classeur du Recueil systématique, ici le volume 0.1 (Droit international public général). Les thématiques abordées dans ce classeur sont mentionnées sur l'étiquette jaune (en l’occurrence, entre autres, les droits fondamentaux et le droit des traités).

La numérotation du droit interne se décompose, pour le premier niveau, de la manière suivante :
| Chiffre | Domaine                                                  |
| ------- | -------------------------------------------------------- |
| 1       | État – Peuple – Autorités                                |
| 2       | Droit privé – Procédure civile – Exécution               |
| 3       | Droit pénal – Procédure pénale – Exécution               |
| 4       | École – Science – Culture                                |
| 5       | Défense nationale                                        |
| 6       | Finances                                                 |
| 7       | Travaux publics – Énergie – Transports et communications |
| 8       | Santé – Travail – Sécurité sociale                       |
| 9       | Économie – Coopération technique                         |

La numérotation du droit international au premier niveau suit pour la plus grande partie celle du droit interne :
| Chiffre | Domaine                                                  |
| ------- | -------------------------------------------------------- |
| 0.1     | Droit international public général                       |
| 0.2     | Droit privé – Procédure civile – Exécution               |
| 0.3     | Droit pénal – Entraide                                   |
| 0.4     | École – Science – Culture                                |
| 0.5     | Guerre et neutralité                                     |
| 0.6     | Finances                                                 |
| 0.7     | Travaux publics – Énergie – Transports et communications |
| 0.8     | Santé – Travail – Sécurité sociale                       |
| 0.9     | Économie – Coopération technique                         |

## Caractéristiques

### Base légale
Le Recueil systématique est régi par la Loi sur les publications officielles (LPubl), complétée par l'Ordonnance sur les publications officielles (OPubl).
Il est considéré, ensemble avec le RO et la Feuille fédérale (FF), comme un « organe de publication » selon le Conseil fédéral.

### Versions
Le RS se présente sous forme papier et sous forme électronique.

#### Version sur papier

Logo de la Confédération suisse, présent sur les nouveaux classeurs du RS.

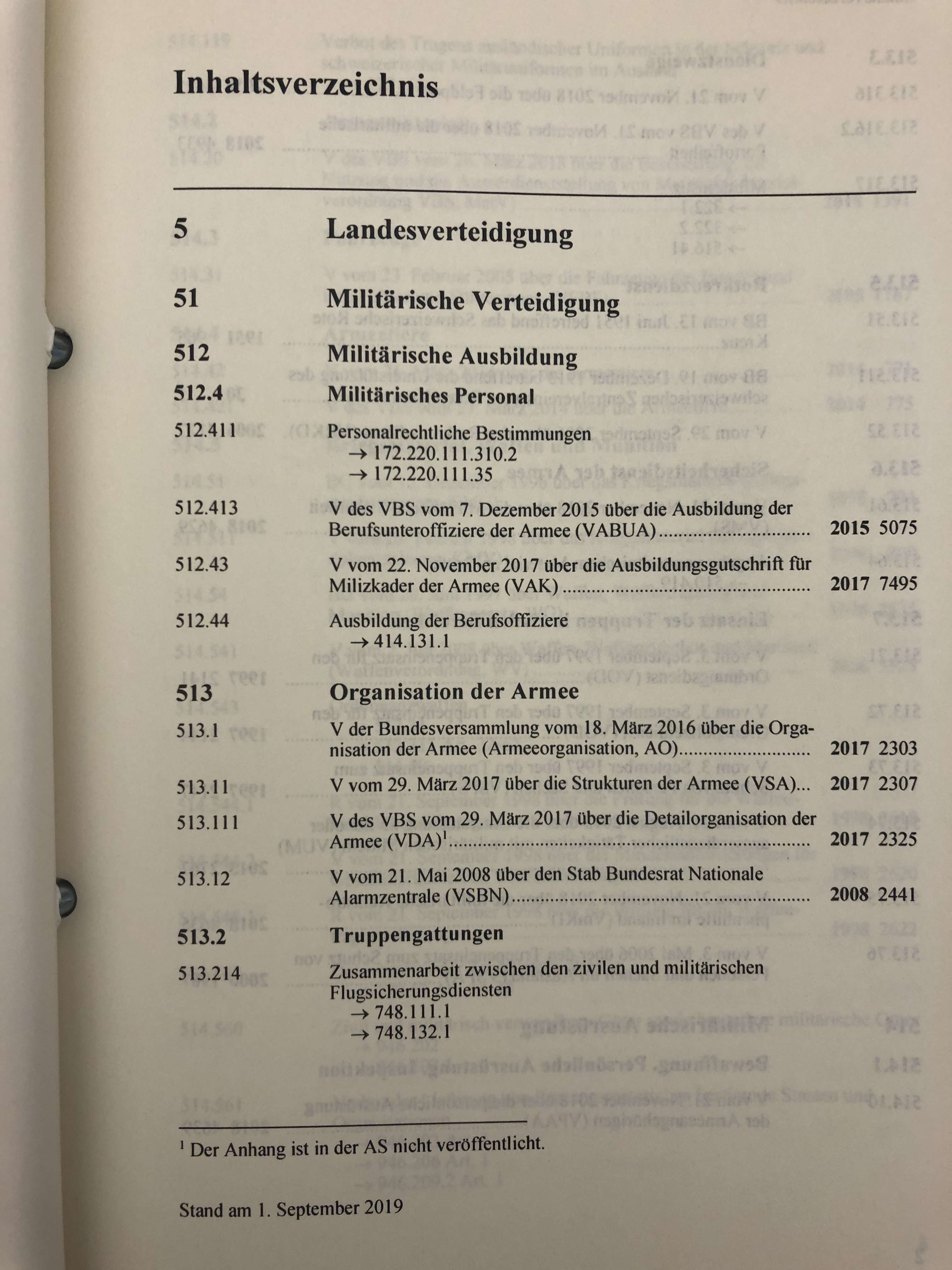
Première page de la table des matières du volume 5 du Recueil systématique (en langue allemande).

La version sur papier se présente sous la forme de classeurs rouges et les actes sont imprimées au format A5 avec le logo de la Confédération. Chaque numéro au premier niveau dispose de son propre classeur (par exemple un classeur pour « 1 - État – Peuple – Autorités », et un autre « 3 - Droit pénal – Procédure pénale – Exécution »). Si les actes pour un numéro sont trop nombreux, ces actes sont répartis sur plusieurs classeurs. Chaque classeur contient une table des matières des sujets qu'il contient. Cette table correspond à celle présente sur internet. La versions sur papier est aussi pourvu d'un répertoire des mots-clefs, présent également sur internet, édité par le Centre des publications officielles.
Lorsqu'un acte est révisé (par exemple l'ajout d'un article dans la Constitution fédérale après une votation populaire), un supplément est livré par l'Office fédéral des constructions et de la logistique, et ce pour l'acte entier concerné par la révision, quelle que soit le nombre de pages touchées. La livraison ne se fait que tous les trimestres, de sorte à avoir un laps entre l'entrée en vigueur de la révision de l'acte et la livraison de sa version consolidée sur papier.

#### Version électronique
La version électronique contient, pour chaque acte publié, une version en HTML, une version en PDF, de même qu'une chronologie de l'acte. La version PDF correspond à l'identique à la version imprimée. Une version sur CD-ROM, publiée quatre fois par an dans les langues officielles, était disponible depuis l'an 2000 au moins jusqu'en 2009, et au moins jusqu'en 2013 pour le format DVD.

#### Système des notes de pied de page
Lorsqu'un acte est modifié, il en est fait mention dans l'acte consolidé au RS au moyen d'une note de pied de page. La position de l'appel (chiffre en exposant) indique quelle partie de l'acte a été modifié.
La note indique l'acte modificateur, sa nature (par exemple loi fédérale ou ordonnance), sa thématique, la date de son adoption et la date de son entrée en vigueur. Il est fait mention aussi si la disposition a été nouvellement introduite, modifiée ou abrogée. Si une disposition d'un acte est introduite, mais abrogrée par la suite, une note mentionne les deux événements législatifs.
À des fins de recherche, la note mentionne aussi la position de l'acte modificateur au RO et celle du message du Conseil fédérale dans la FF. Si l'acte modificateur trouve sa source dans une initiative parlementaire, alors la note mentionne la position du rapport de commission dans la FF de même que l'avis du Conseil fédéral.

### Utilisation
Le RS peut être considéré comme une représentation plus intuitive du droit à un moment donné (« "benutzerfreundlichen" Abbildung des Rechts zu einem bestimmten Zeitpunkt ») et comme un média d'information à part entière, et de ce fait, il est « de facto consulté bien plus souvent que le RO »,. À ses débuts, le RS a été qualifié de « outil de travail extrêmement précieux pour tous ceux qui doivent appliquer la législation ».
Moll relève que le RS garde une place de choix dans la recherche juridique, car la technique législative de la Confédération est centrée sur le RS, malgré son manque de force obligatoire.

### Mise à jour et publication

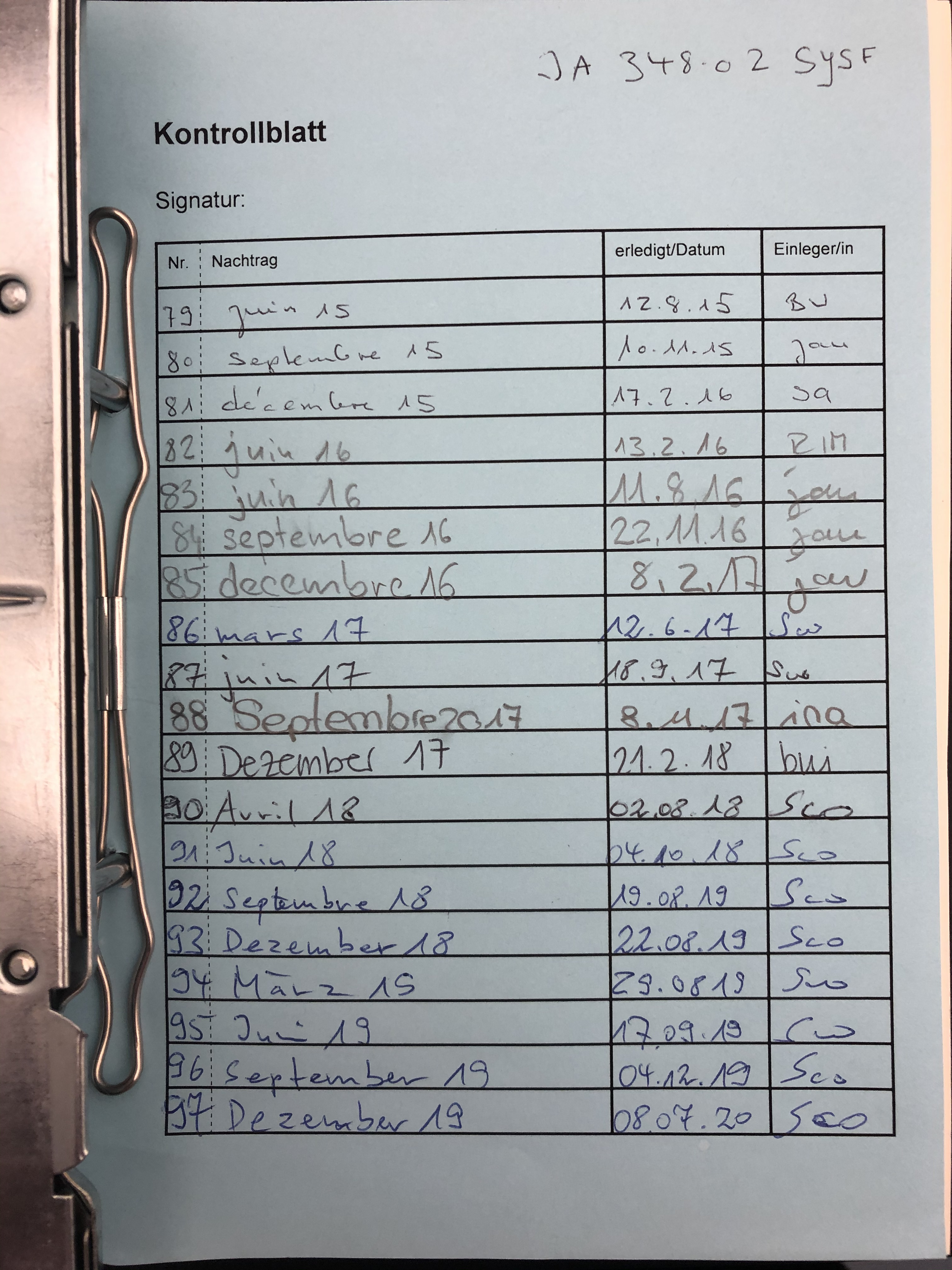
Page de contrôle (Kontrollblatt en allemand) où sont notées les actualisations du Recueil systématique (ici pour le volume 0.1 de juin 2015 en Suisse à décembre 2019 en Suisse).

Les suppléments du Recueil systématique sont livrés, en version imprimée, quatre fois par an,. La version électronique est mise en jour en permanence.
En 1989, le RS en version sur papier se composait d'environ 100 000 pages (environ 4 GB) pour les trois langues officielles.
En 2014, la version sur papier comprenait 29 classeurs rouges pour le droit interne et 32 pour le droit international.
La Chancellerie fédérale peut aussi éditer des compilations de textes au RS. C'est le cas par exemple de la compilation appelée « Procédure fédérale » qui regroupe plus d'une trentaine d'actes publiés au RS touchant les instances et les procédures au niveau fédéral.
La rédaction du RS est confiée au Centre des publications officielles (rattaché à la Chancellerie fédérale).
L'Office fédéral des constructions et de la logistique (rattaché au DFF) est compétent pour la distribution et la vente des publications visées à la LPubl, dont le RS. Les prix de vente des actes sont fixés par une ordonnance spécifique aux publications fédérales.

### Évolution du nombre de volumes du RS

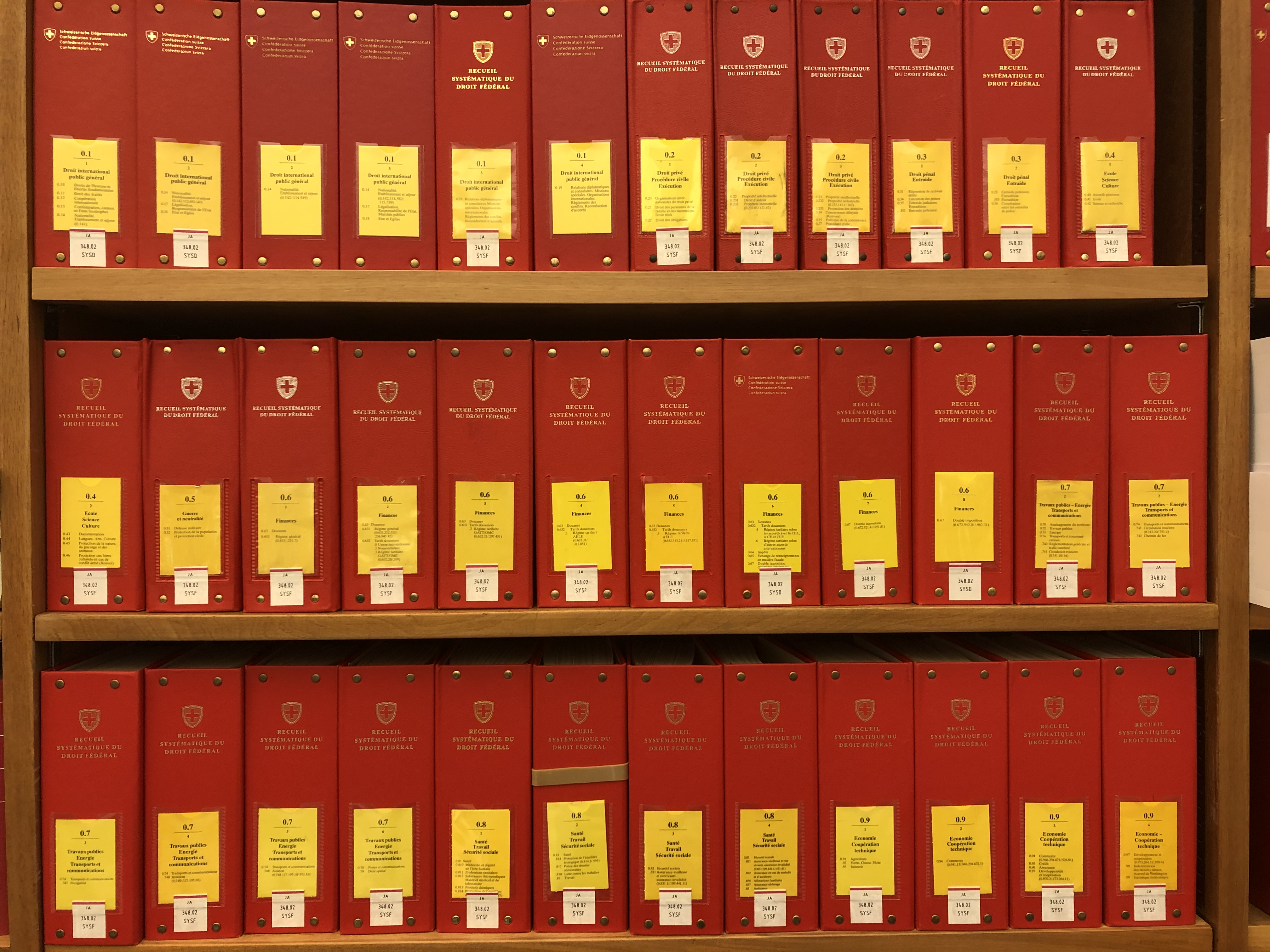
Les 36 classeurs du droit international publié au Recueil systématique en 2020.

Le nombre de volumes du RS a évolué avec le temps. En 1955, il représentait 15 classeurs (droit interne et droit international),, 21 classeurs en 1970 et 24 classeurs de droit interne en 1986. En 2014, il se décompose en 29 classeurs de droit interne et 32 classeurs de droit international.

## Langues
Le RS est publié dans les trois langues officielles que sont l’allemand, le français et l’italien.

### Publication en romanche
Lors de l'adoption dans l'ancienne LPubl de 1986 (aLPubl), la place et la valeur du romanche est discutée au Conseil des États. Une proposition Jagmetti voulait intégrer un « Recueil systématique abrégé du droit fédéral » en langue romanche, mais les actes publiés dans ce Recueil abrégé ne feraient pas loi.
Le rapporteur Meylan considère qu'une telle proposition irait contre la systématique de la loi (proposée par le Conseil fédéral), car accordant une portée juridique au romanche. Argumentant contre cette proposition, le chancelier de la Confédération de l'époque, le socialiste bâlois Walter Buser, prend l'exemple suivant : si un citoyen de langue romanche se présente devant un juge avec un tel Recueil abrégé en langue romanche, le juge n'aurait d'autre choix que lui répondre que le droit fédéral en langue romanche n'a pas de valeur juridique, puisque le RO n'est pas publié en romanche et que le RS a, avec l'aLPubl, perdu sa valeur juridique. Le chancelier part du principe qu'un tel Recueil abrégé ne pourrait que causer un trouble ou une confusion (Verwirrung). Cette proposition est rejetée par 17 voix contre 8 par le Conseil des États.
Depuis l'entrée en vigueur de la LPubl, les publications en romanche se font selon les dispositons sur la Loi sur les langues (LLC ; RS 441.1), à savoir que sont publiés dans la quatrième langue nationale « les textes d’une importance particulière ». C'est le cas en particulier de la Constitution fédérale, du Code civil, du Code pénal ou de la LPubl, pour un total d'une septantaine d'actes. Les actes publiés en romanche sont pourvus avec ce bandeau :
« Rumantsch è ina lingua naziunala, ma ina lingua parzialmain uffiziala da la Confederaziun, numnadamain en la correspundenza cun persunas da lingua rumantscha. La translaziun d’in decret federal serva a l’infurmaziun, n’ha dentant nagina validitad legala. »
Cette indication peut peut être traduite par :

« Le romanche est une langue nationale, mais une langue partiellement officielle de la Confédération, à savoir pour la correspondance avec les personnes de langue romanche. La traduction d'un acte fédéral sert à l'information mais n'a aucune valeur légale. »

### Publication en anglais
De plus, des textes de droit interne ayant une portée majeure ou étant d'intérêt international sont publiés en anglais. L'anglais n'étant pas une langue officielle ou nationale, un bandeau est affiché sur les actes traduits en anglais :
« English is not an official language of the Swiss Confederation. This translation is provided for information purposes only and has no legal force. »
Une traduction possible est :

« L'anglais n'est pas une langue officielle de la Confédération suisse. Cette traduction est faite à des fins d'information seulement et n'a aucune valeur légale. »

## Valeur juridique
La valeur juridique du RS a changé au fil du temps.

### Octroiex post

Première page de la loi de 1948 octroyant la force obligatoire au Recueil des lois de 1948 (RO 1949 1627).

Le Recueil systématique des lois de 1948 n'a pas de force obligatoire dès sa création,,.
Avant de s'atteler à la préparation d'une loi dans ce sens, l'administration fédérale effectue un « triage minutieux des actes législatifs contenus dans les 73 volumes du Recueil des lois ». Par la suite, le Conseil fédéral se décide de proposer d'octroyer un effet négatif au Recueil de 1948, à savoir que les « actes législatifs non repris dans le recueil seraient déclarés hors de vigueur »,,. L'effet obligatoire positif (c'est-à-dire l'octroi de la force obligatoire et de la validité à tout acte présent dans le Recueil) n'est pas retenu comme adéquat. Le Conseil fédéral ne peut exclure, même après un examen minutieux, des omissions (en l'occurrence, inclure dans le Recueil des actes pourtant abrogés) et mettre en danger la « clarté de la législation ». Toutefois, le Conseil fédéral admet, dans le même message, que l'effet négatif n'est pas une solution miracle ou parfaite.
La force obligatoire est accordée donc au Recueil de 1948 avec la loi ad hoc de 1948.
Celle-ci dispose, à son art. 1 :

« Les lois fédérales, arrêtés fédéraux, arrêtés du Conseil fédéral et ordonnances insérés dans le Recueil des lois fédérales du 12 septembre 1848 au 31 décembre 1947 sont abrogés, en tant qu'ils ne figurent pas dans le Recueil systématique des lois et ordonnances. »

La raison avancée à l'époque pour cet octroi ex post est que l'acte créant le Recueil de 1948 n'est qu'un arrêté fédéral, et non une loi fédérale sujette au référendum facultatif voire obligatoire. De plus, la Constitution fédérale de 1874 ne prévoit aucune compétence pour l'octroi d'une valeur au Recueil de 1948. Le Conseil fédéral considérait toutefois que cet octroi était de compétence du législateur. Il ne fait en effet « point œuvre législative proprement dite, mais... [se bornait] à interpréter la loi » en déclarant l'invalidité des dispositions abrogées non reprises dans le Recueil (selon le principe de lex posterior derogat lex anteriori).
Il se base pour cela sur l'art. 85 al. 2 Cst. 1874, qui dispose que « les affaires de la compétence des deux conseils sont notamment les suivantes : Les lois et arrêtés sur les matières que la constitution place dans la compétence fédérale ».

### Retour à la primauté du Recueil officiel
Lors de l'introduction de l'ancienne LPubl de 1986 (aLPubl), où sont codifiés le RO, la FF et le RS, la question de la primauté d'une telle publication est soulevée.
Le Conseil fédéral considère comme opportun le retrait de la force obligatoire négative pour trois raisons. D'une part, le Conseil fédéral considère que l'octroi de la force obligatoire en 1948 est dû au doute sur la validité de nombre d'actes issus de la législation d'exception prise pendant la Seconde Guerre mondiale. D'autre part, la sécurité juridique doit prévaloir, et par conséquent, une seule publication (le RO en l'occurrence) doit pouvoir bénéficier de la primauté. Enfin, et dans la prolongation du dernier argument, la nature physique du RS (recueil avec feuillets mobiles) peut présenter un risque de divergences avec le RO (en particulier lors de retards de livraison ou de mise en page). Le Conseil fédéral renonce à employer la rétroactivité pour le retrait de la force obligatoire négative au RS. Grâce à l'aLPubl, le conseiller aux États socialiste neuchâtelois René Meylan, rapporteur de la commission sur ce message, considère que la nature du RS sera « plus clairement et mieux définie que par le passé ».
Dès lors, depuis le 15 mai 1987date d'entrée en vigueur de l'aLPubl, le RS n'a plus de valeur juridique, car seul le RO est doté d'une force obligatoire négative, (cette qualité veut que « les actes qui ne sont pas publiés dans le Recueil officiel faisant foi ne peuvent s’appliquer aux sujets de droit »).

### Développements récents
Un postulat déposé en 2014 par la conseillère nationale socialiste fribourgeoise Ursula Schneider Schüttel demande au Conseil fédéral « d'étudier la possibilité de donner un caractère officiel à la version consolidée des lois, en indiquant les moyens qui seraient nécessaires à cet effet (en temps, en argent, en ressources humaines) ». Il est adopté par le Conseil national lors de la session d'automne 2014. À la suite de ce postulat, le Conseil fédéral produit un rapport qui conclut que « plusieurs raisons pratiques... empêchent... de... conférer expressément un caractère juridiquement déterminant [au RS] », car cela supposerait une refonte complète de la LPubl de même que la révision de plusieurs lois touchant le Parlement et l'administration fédérale.